# Xbox 360
Az Xbox 360 a Microsoft által fejlesztett   hetedik generációs otthoni videójáték-konzol. Az Xbox utódjaként a második az Xbox konzolok sorozatában. Az Xbox 360 a PlayStation 3-mal és a Wii-vel versengett hetedik generációs konzolként. Az Xbox 360-at hivatalosan az MTV-n mutatták be 2005. május 12-én, részletes információkat a gépről, valamint a játékokról pedig a hónap végén rendezett Electronic Entertainment Expón (E3) közöltek.
Az Xbox 360 utódja, az Xbox One 2013. november 22-én jelent meg. A Microsoft később bejelentette, hogy az Xbox 360-at 2016-ig fogja támogatni. 2016. április 21-én állították le az Xbox 360 gyártását.

## Verziói
A konzol indulásakor két formában volt kapható. A Premium és a Core rendszer  felszereltségük tekintetében különböztek.  Később megjelent a legtöbbet kínáló Elite csomag is amely a klasszikus fehér helyett már fekete színben mutatkozik. 2007 őszén a Core csomagot felváltotta az Arcade csomag. Az Elite kiszerelésben lévő alapgépen először volt HDMI csatlakozó, amely már az Arcade csomag és a Premium csomag alapgépein is megtalálható. Ma már Jasper alaplappal és 150 W-os táppal adják a gépeket.
- Arcade rendszer: Xbox 360 alapgép; vezetéknélküli irányító; 512 MB beépített memória, AV kábel, 5 db arcade játék, 1 hónap Xbox live gold előfizetés.
- Core rendszer: Xbox 360 alapgép; vezetékes irányító; kompozit kábel (kivonva a forgalomból)
- Premium rendszer: Xbox 360 alapgép; vezeték nélküli irányító; 60 GB-os (régebben 20 GB-os) winchester; headset; 1 hónap ingyenes Xbox Live Gold előfizetés; ethernet kábel; kompozit kábel (kivonva a forgalomból)
- Premium HDMI (+Forza2+Viva Pinata) rendszer: Xbox 360 alapgép; vezeték nélküli irányító; HDMI csatlakozó 20 GB-os winchester; headset; 1 hónap ingyenes Xbox Live Gold előfizetés; ethernet kábel; kompozit kábel (+Forza Motorsport 2 és Viva Pinata játékszoftverek) (kivonva a forgalomból)
- Elite rendszer: Fekete Xbox 360 alapgép; HDMI csatlakozási lehetőség; 120 GB merevlemez 15 GB előre feltöltött tartalommal; Fekete vezeték nélküli kontroller; Komponens/kompozit multi AV kábel; Szürke vezetékes Xbox 360 headset; HDMI kábel; Optikai és komponens audio csatlakozó; Ethernet kábel
- Elite Limited Edition rendszer : Vörös Xbox360 alapgép, HDMI kimenet, Microsoft Xbox360 120 GB merevlemez, vezeték nélküli joypad, Microsoft Xbox360 fejhallgató, előlap, komponens videó kábel, HDMI kábel, AV, optikai adapter
- Super Elite rendszer: 250 GB-os merevlemez, 2 darab fehér vezeték nélküli kontroller, Xbox 360 fülhallgató, Ethernet kábel, Xbox 360 komponens HD-AV kábel
- Slim Arcade rendszer: Új külső, 4 GB belső memória, Wi-Fi kapcsolat
- Slim rendszer: Új külső, 250 GB HDD, Wi-Fi kapcsolat
- Limited Slim rendszer: Egyedi mintázat, és a gép mellé egy Halo: Reach játékszoftver is jár, valamint 2db Halo: Reach mintás vezeték nélküli kontroller.250 GB HDD, Wi-Fi kapcsolat.Valamint létezik Modern Warfare 3 Limited Edition amelyhez kapunk:1 Call of Duty Modern Warfare 3 játékszoftvert, illetve 2db Modern Warfare 3 mintás vezeték nélküli kontrollert, illetve egy egyedi mintázattal ellátott gépet amelyben 320GB-os HDD található
- Az „Xbox 360 E” rendszer mindössze négy USB porttal rendelkezik – kettő elöl, kettő hátul –, és nem tartalmaz S/PDFI (digitális) portot

## Kompatibilitása
DVD-t, CD-t képes lejátszani, Blu-ray lemezt nem. A hozzá való játékok általában DVD-n kaphatók. A merevlemezéről és különféle adathordozókról képeket, zenéket és videókat is le tud játszani. A játékok a Microsoft saját formátumú lemezein vannak, a másolt lemezeket a gép nem játssza le. Bizonyos előző generációs Xbox játékokat szintén képes futtatni, ehhez azonban merevlemezre van szükség. A kompatibilis Xbox játékok listája itt található:.
A next-gen kifejezés a magas felbontást(720p, 1080i, 1080p), és eddigi konzolokhoz képest nagyobb teljesítményt takarja. Az 1920x1080-as natív FullHD felbontást nemcsak a PlayStation 3 konzol támogatja, az Xbox360 is képes rá.

## Kezelőfelülete
A konzol operációs rendszerének grafikus kezelőfelülete az Xbox 360 Dashboard. Ezen keresztül irányíthatjuk a gépet. Már több frissítésen is átesett, például videolejátszás opció (wmv formátum), HD DVD meghajtó támogatása. Maga a Dashboard frissítése történhet az Xbox LIVE! online rendszeren keresztül automatikusan, vagy újabb játékszoftverek elindításakor manuálisan, az online lehetőséget nélkülöző gépek esetében). A legújabb frissítés után az alapkiépítésű négy ún. "penge" helyett öt közül választhatunk:
A Marketplace menüpontban beléphetünk a Microsoft online piacterére ahol különböző ingyenes és fizetős tartalmak érhetőek el heti vagy gyakoribb rendszerességű frissítéssel. A tartalmak széles skálán mozognak, a különböző képeken, videókon, bemutatókon át a kipróbálható demókig és extra játékostartalmakig (új pályák, fegyverek, karakterek) igen sok dologból választhatunk. Megemlítendő még a Video Marketplace ahol új és régi mozisikereket vagy sorozatokat kölcsönözhet ki a felhasználó, melyeket már letöltés közben is elkezdhet nézni. Fontos megemlíteni, hogy a Marketplace sok szolgáltatása jelenleg nem érhető el Magyarországon!
Az Xbox Live menüpont alatt van lehetőségünk elolvasni a friss Xbox 360-nal kapcsolatos híreket, az üzeneteinket, és a barátok listát böngészhetjük, ahol azonnal látjuk, hogy melyik ismerősünk mivel játszik és hol tart éppen. Továbbá itt kezdeményezhetünk MSN chatet számítógépes ismerőseinkkel és privát hang vagy videó chatet Xboxos barátainkkal.
A Games menüpont alatt nézhetjük meg a gépre jelenleg telepített teljes játékok demóverzióit és az Arcade játékainkat. Itt található továbbá a valaha játszott összes játékunk listája és az Achievementjeink. Az Achievementek különböző célok amelyeket a játékok készítői helyeznek el a szoftverben. Ezeket a játékosnak nem kötelező teljesítenie azonban amennyiben sikerül (minden achievementhez leírás tartozik, melyben kifejtik, mi-miért jár) egy felugró "Achievement Unlocked!" ikon tájékoztat róla és abban a pillanatban bele is égeti a profilunkba. A LIVE! rendszerre csatlakozott játékosok achievementjeit azonnal archiválja a Microsoft a központi rendszeren és ezek után bárkinek megmutathatjuk Online mire is voltunk képesek az adott játékban. Az Achievementekkel együtt ún. "Gamerpoint" is jár (minden achievement más GP értékkel bír) ami kiemelt helyen szerepel minden játékos profiljában. Sok játékos sportot űz abból, hogy minél több ilyen célt érjen el, és még az átlagjátékosok is neki szoktak ülni szórakozásból egy-egy nehezebbnek. Az achievementek nehézsége széles skálán mozog, a könnyebb "Teljesítsd a gyakorló küldetést"-től (Ghost Recon Advanced Warfighter), egészen a "Nyerd meg a játékot anélkül, hogy egyszer is elrontanád"-ig (Prince of Persia Classic).
A Media menüpont alatt nézegethetjük képeinket, hallgathatjuk zenéinket, nézhetjük videóinkat. Itt (is) beléphetünk a Video Marketplace-re. Figyelemre méltó a zenelejátszó mellyel albumokba és lejátszási listákra rendezhetjük a zenéinket, ráadásul vizuális equalizerrel is rendelkezik.
A System menüpont alatt találhatók a rendszerbeállítások (például képernyő felbontás, formátum, hangformátum, témák, internetbeállítások. Ugyanitt lehet beállítani a családosok számára fontos gyerekzár és gyerekvédelmi funkciókat (csak egy bizonyos ideig játszhasson a gyermek, ne indíthasson el az életkori besorolásának nem megfelelő játékokat)
A későbbiekben új kezelőfelület vált letölthetővé, NXE (New Xbox Exprience) néven. Ez megváltoztatta a kezelőfelület kinézetét, valamint itt megalkothattuk saját avatarunkat.

## Az Xbox Live
A konzolhoz elérhető online felület az Xbox Live, amelyen (fizetős Gold tagsággal) az Xbox bármely játékosa, lakóhelytől függetlenül, összemérheti tudását a többi Xbox-ossal. (Háromféle Live tagság: 1 hónapos. 3 hónapos és 12 hónapos avagy 1 éves arany tagság). Ehhez, ahogy a játékállások mentéséhez is, szükség van memóriakártyára, HDD-re vagy egy előre bekonfigurált arra alkalmas pendrive-ra. Lehetőség van még ingyenes (Silver tagsággal) játék-demó, videó, játékokhoz való kiegészítők, és más különböző dolgok letöltésére. A többjátékos internetes móddal ellátott játékokon belül komplex, mégis egyszerűen kezelhető rendszert találhatunk az Xbox LIVE! keretében történő barátságos vagy komoly tétre menő csaták lebonyolításához. Minden ilyen játékban választhatunk, hogy Ranked (elismerésre, rangokra és pontokra menő tétmeccs) vagy Player (barátságos, tét nélküli) típusú megmérettetésre vágyunk. Ezen belül a mindenhol megtalálható Quick Match menüponttal azonnal az események sűrűjébe kerülünk, a custom matchben pedig aprólékosan megadhatjuk milyen körülmények közt szeretnénk harcba szállni mások mellett/ellen. Emellett lehetőségünk van Player meccsekben bárkit behívni a barátlistánkról egy gomb megnyomásával, vagy ugyanígy beszállni hozzá.
A fizetős tartalmak úgynevezett MS-pontokkal vásárolhatók meg, melyet valós pénzért lehet beszerezni, a legelterjedtebb fizetési eszköz a 2100 pontos kártya. Ezt a mobiltelefonokhoz hasonló prepaid (vagyis előre fizetéses, egyenlegfeltöltős) rendszer keretében valósíthatjuk meg. Különböző Xbox Live Arcade játékok, témák, játékosképek vásárolhatók meg ily módon.
Lehetőség van a konzol Windows (XP Service Pack 2, Media Center vagy újabb, VISTA) rendszerű számítógéppel való összekötésre, ezáltal a konzol le tudja játszani a számítógépen tárolt multimédiás tartalmakat (kép, zene, videó). Ezenkívül a konzol olvasni tudja az USB porttal rendelkező eszközök tartalmát (Pen Drive, digitális fényképezőgép, MP3 lejátszó stb.). Magyarországon 2010. november 10-től elérhető magyarul is az Xbox-live, minden játékos funkciójával.

## Hardver
CPU:
- PowerPC-alapú Xenon CPU
- 90 nm csíkszélesség („Jasper” típusú alaplapokon 65 nm)
- 3 szimmetrikus mag, egyenként 3,2 GHz-en
- 1 MB L2 cache
- 95,2 gigaflops művelet

VGA:
- 4 milliárd képpont/másodperces ATI GPU
- 65 nm csíkszélesség Jasper típusú alaplapokon
- 500 MHz-es órajel
- 10 MB eDRAM
- 12-utas lebegőpontos shader futószalag

Memória:
- 512 MB, 700 MHz GDDR3 RAM
- 12,4 GB/s memória busz-sávszélesség
- 64 GB/s memória sávszélesség az EDRAM felé
- 18,6 GB/s frontside busz

Merevlemez:
- 20, 60, 120, 250, 320 vagy 500 GB-os lehet

Audio:
- Többcsatornás Dolby-Surround-kimenet
- 48 kHz 16-bit audio kimenet
- 16-bit processing
- 64 audio csatorna